# 钱粮桥站
钱粮桥站是位于云南省楚雄市吕合镇钱粮村的一个铁路车站，有广大铁路经过该站，车站建于1997年。现不办理客货运业务，车站及其上下行区间已电气化。车站距离广通站48公里，隶属昆明铁路局，是五等站。